# Infantado de San Pelayo
El Infantado de San Pelayo fue una célebre institución medieval establecida a favor de las infantas solteras que viviendo en monasterios llegaron a regir gran cantidad de ellos, aportando como dote poblados y propiedades. Estas infantas solteras leonesas ostentaron el título de Dominas o Abadesas.

## Infantado de San Pelayo
En la ciudad de León, se había creado la comunidad de Dominas del Infantado en el monasterio de Palat del Rey, construido en el siglo X por el rey Ramiro II, especialmente para su hija Elvira.
En 966 el rey Sancho I fundó el monasterio de San Pelayo en la ciudad de León, consagrado en honor del mártir cordobés san Pelayo cuyos restos fueron trasladados por el rey a la capital del reino, aunque más tarde fueron llevados a Oviedo. Ubicado al lado del Panteón de Reyes de San Isidoro de León, este monasterio sustituyó al monasterio de Palat del Rey como cenobio cortesano y se convirtió en la «cabeza del infantazgo» donde se recluían las infantas que tomaban el hábito así como las reinas viudas. Años más tarde, en 1148, el monasterio se trasladó a Carbajal de la Legua, por decisión de la infanta Sancha, hermana del rey Alfonso VII  y desde entonces fue conocido como el Monasterio de Santa María de Carbajal y las monjas benedictinas que ahí habitaban, las «Carbajalas».